# Andreas Kisser

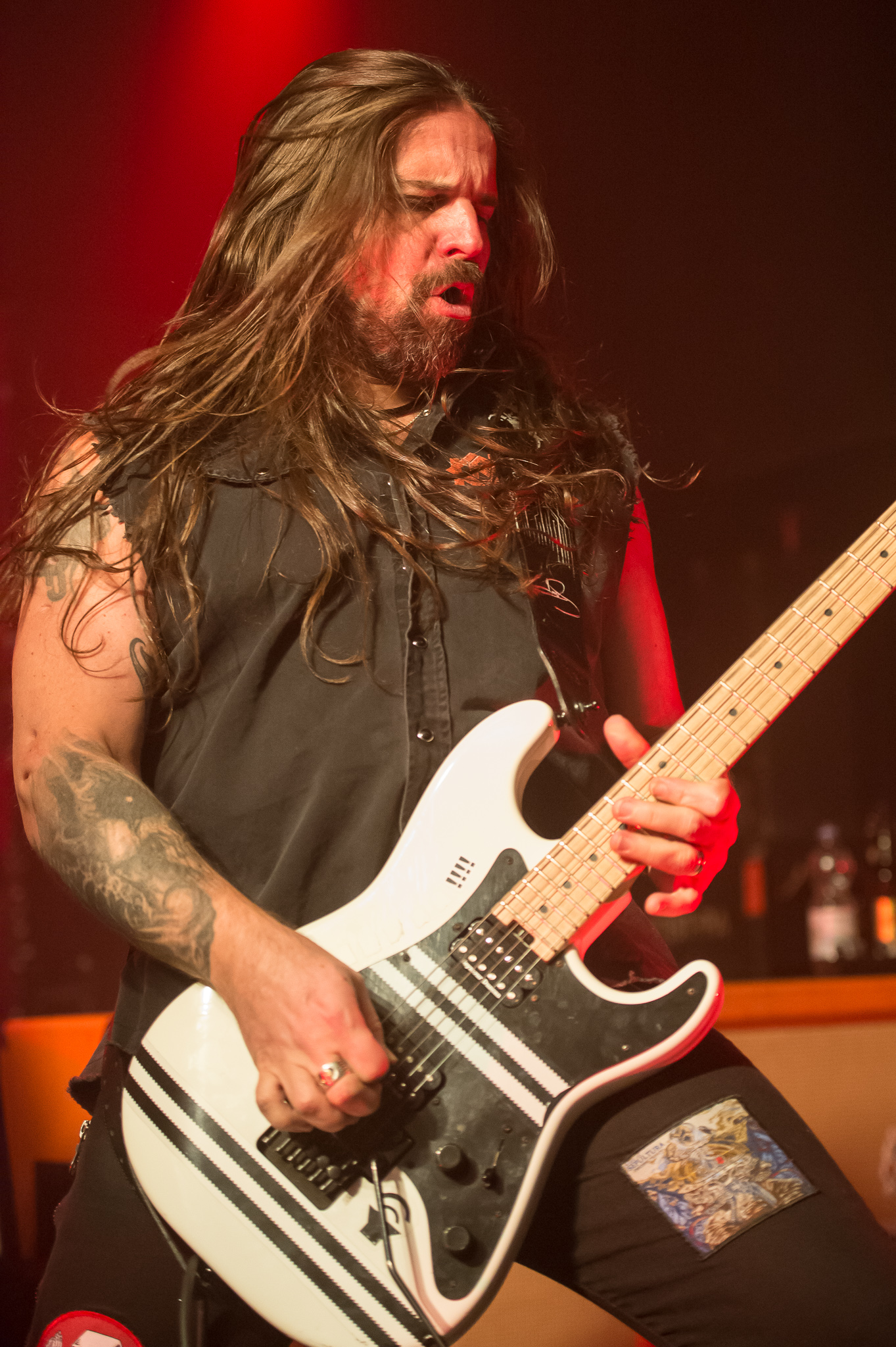
Kisser im März 2018

Andreas Rudolf Kisser (* 24. August 1968 in São Bernardo do Campo, São Paulo) ist ein brasilianischer Musiker. Er ist seit 1987 als Leadgitarrist, Backgroundsänger und Songschreiber bei der brasilianischen Metal-Band Sepultura aktiv sowie zudem bei der 2012 gegründeten lateinamerikanischen Metal-Supergroup De La Tierra, zu deren Gründungsmitgliedern er zählt.

Daneben ist er an weiteren künstlerischen Projekten als Gitarrist, Komponist und Produzent beteiligt, unter anderem im Filmbereich.

## Leben und Musik

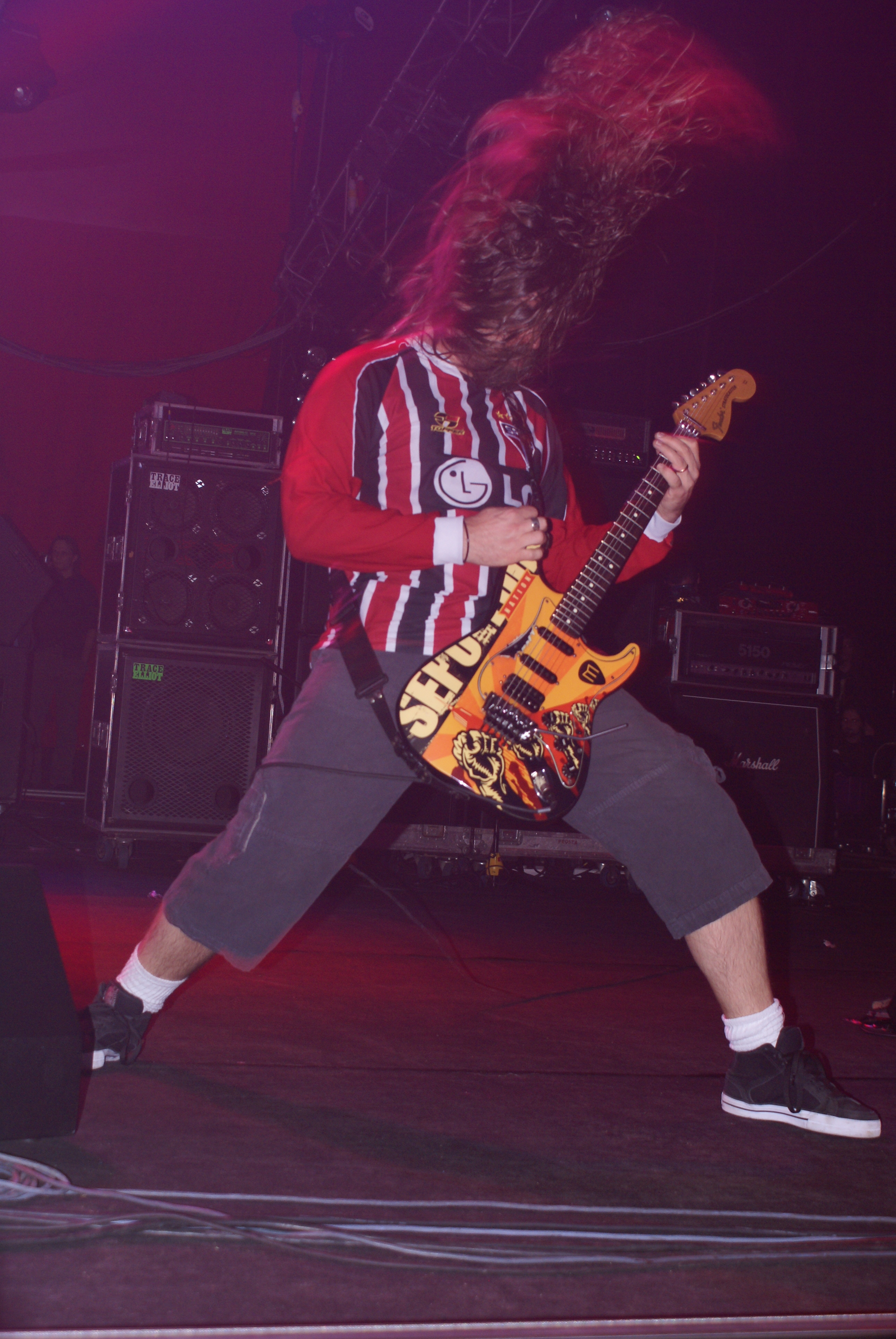
Kisser live auf dem Metalmania-Festival 2007 (Polen)

Kisser wurde am 24. August 1968 in São Bernardo do Campo geboren, einer Gemeinde im Bundesstaat São Paulo. Sein Vater, deutscher Abstammung, arbeitete als Maschinenbauingenieur für Mercedes-Benz und seine Mutter, eine gebürtige Slowenin, war Deutschlehrerin und Hobbykünstlerin. Kisser zeigte bereits früh ein Interesse an Musik. Mit zehn Jahren fing er an, die Schallplatten der Beatles, Roberto Carlos und Tonico & Tinoco, die seinen Eltern gehörten, zu hören. Er erhielt seine erste akustische Gitarre von seiner Großmutter und gewann später eine zweite Gitarre bei einem Bingospiel.
Zunächst begann Kisser die Grundakkorde der brasilianischen populären Musik und später klassische Stücke zu lernen. Später entdeckte Kisser durch einen Freund den Hard-Rock mit Bands wie Queen und Kiss, die einen großen Einfluss auf ihn ausübten. 1983 sah er Kiss live in São Paulo. Kisser bekam schließlich eine elektrische Gitarre, eine Giannini Supersonic, und ein Overdrive-Pedal. Als wichtigste Einflüsse benennt er Gitarristen wie Eric Clapton, Jimi Hendrix, Steve Howe, Tony Iommi, Ritchie Blackmore, Jimmy Page und Randy Rhoads.

### Esfinge/Pestilence
1984 begann Kisser in der dreiteiligen Band Esfinge, die er mit Schulfreunden gebildet hatte, zu spielen und zu singen. Die Band spielte hauptsächlich Coversongs von Heavy-Metal-Bands wie Black Sabbath, Whitesnake, Iron Maiden, Metallica und Venom. Zwei Jahre später benannte sich die Band in Pestilence um und 1987 nahm eine Demo-Tape auf, Slaves of Pain genannt. Die Lieder vom Demo-Tape wurden danach von Sepultura in ihren Alben Schizophrenia und Beneath the Remains wiederverwendet. Pestilence war jedoch von kurzer Dauer und die Mitglieder trennten sich letztlich.

### Sepultura

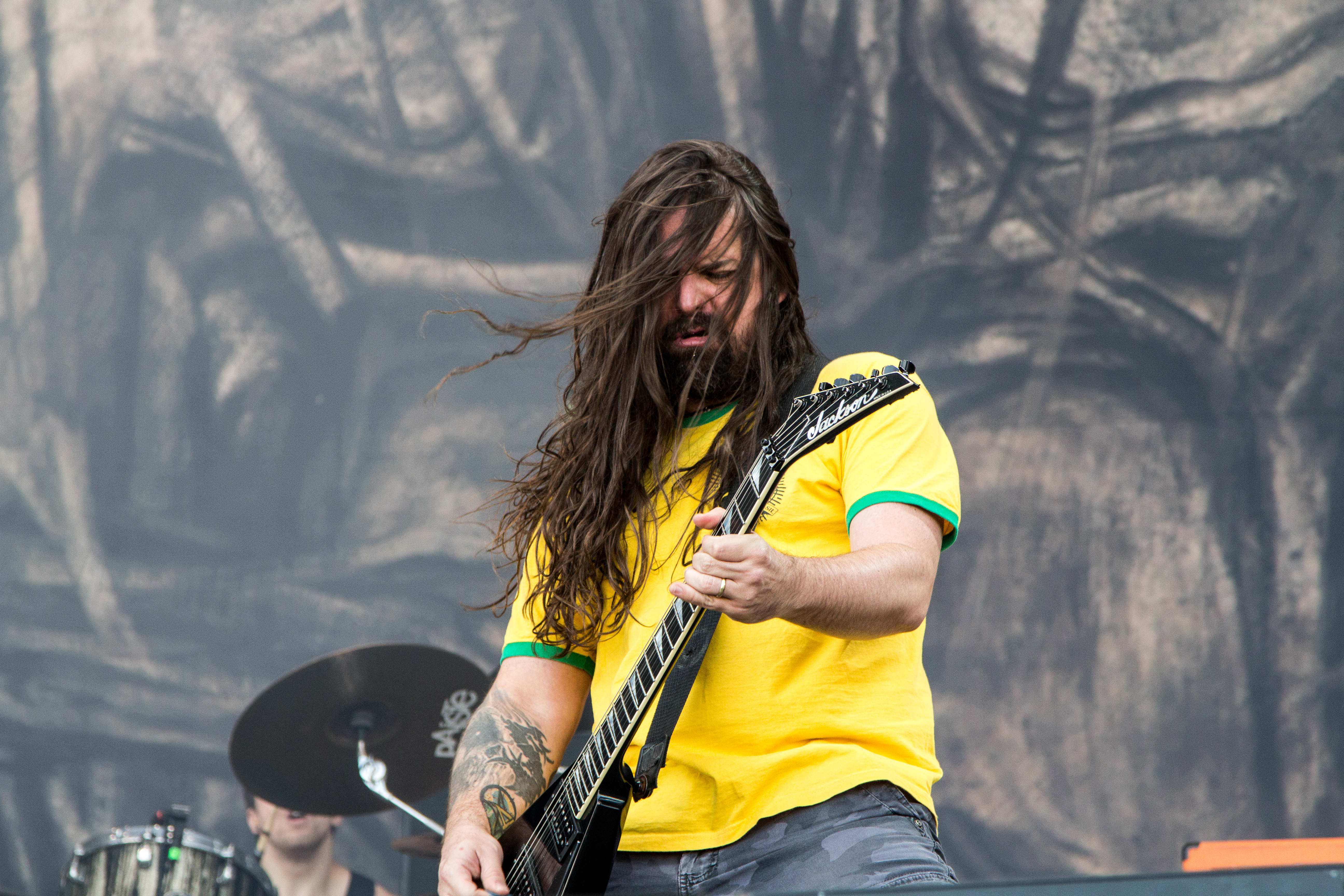
Kisser beim Nova Rock 2014

1987 traf Andreas Kisser die Mitglieder von Sepultura und sah während einer Urlaubsreise in Belo Horizonte ein Konzert der Band. Am Tag des Konzertes improvisierte er sich als Roadie für den Sänger und Rhythmusgitarristen, Max Cavalera, und spielte mit der Band in den Pausen. Er ersetzte schließlich den Leadgitarristen Jairo Guedes und spielte zum ersten Mal mit Sepultura in Caruaru, Pernambuco. Seine Mitwirkung in der Aufnahme des Albums Schizophrenia trug zur Entwicklung des neuen Klangs der Band bei. Max Cavalera sagte über ihn:
„… Er brachte neue Ideen und Einflüsse mit in Sepultura. Das Ergebnis war Schizophrenia.“
Auf den Alben Schizophrenia und Beneath the Remains schrieb Kisser die Texte mit Max, während die ganze Band die Musik zusammen schrieb. Für Arise und danach fing er an, seine eigenen Lieder zu schreiben. Er hat auch gelegentlich Backing-Vocals aufgenommen und live gesungen. 1996 übernahm Kisser vorübergehend die Stelle Max Cavaleras beim Monsters of Rock-Festival in Castle Donington, da Max zurückbleiben musste, um an der Beerdigung seines Stiefsohns, Dana Wells, teilzunehmen. Heute ist er neben Paulo jr. eines der beiden verbliebenen Mitglieder dieser „klassischen“ Formation.

### HAIL!
Kisser war zwischen 2009 und 2010 Mitglied der Tribute-Band HAIL!, die Ende 2008 von Dave Ellefson von Megadeth und Musikmanager Mark Abbattista gegründet wurde. Neben Ellefson und Kisser spielen auch eine Reihe anderer bekannter Musiker aus der Metal-Szene bei HAIL!, wie z. B. Tim „Ripper“ Owens, Paul Bostaph, Mike Portnoy, Jimmy DeGrasso, Phil Demmel und Roy Mayorga. Das ursprüngliche Line-Up bestand aus DeGrasso, Ellefson, Kisser und Owens, in dieser Besetzung spielte die Band 2009 eine Konzertreihe in Chile. Danach ging die Band auf eine Europatournee und gab unter anderem auch ein Konzert im Libanon. 2010 tourte HAIL! in geänderter Besetzung (Bostaph, Kisser, Owens und James LoMenzo, der für den verstorbenen Paul Gray einsprang) wieder in Europa und spielte auch einige Shows in den USA.

### De La Tierra
2012 bildete Kisser die lateinamerikanische Metal-Gruppe De La Tierra mit Alex González von Maná, Andrés Giménez von A.N.I.M.A.L. und Sr. Flavio von Los Fabulosos Cadillacs. 2013 veröffentlichte die Band ihre erste Single namens Maldita Historia und 2014 ihr Debüt-Album.

### Soloalbum
2009 erschien Kissers Doppel-Soloalbum Hubris I & II, in Europa bei Mascot Records. Wenn er nicht mit Sepultura arbeitete, experimentierte er mit musikalischen Ideen, schrieb Lieder und nahm Demos auf, von denen einige 15 Jahre vor dem Erscheinen des Albums, aufbewahrt wurden. 2007 veröffentlichte er einige Videoclips der Aufnahmen auf YouTube. Es brauchte Kisser sechs Jahre um das Projekt fertigzustellen und während dieser Zeit nahm er einen großen Teil der Produktionskosten auf sich. In den darauffolgenden Monaten spielte er einige Konzerte in Brasilien für die Promotion seines Albums und erschien der Videoclip zum Lied Em Busca do Ouro. 2010 wurde das Album bei der 11. Auflage der Latin Grammy Awards in der Kategorie „bestes brasilianisches Rock-Album“ nominiert.

### Filmmusik
Neben seinem Hauptjob bei Sepultura und anderen Musikgruppen war Kisser kompositorisch an einigen brasilianischen Film-Soundtracks beteiligt. 1998 spielte er zusammen mit Igor Cavalera und Mike Patton auf dem Soundtrack für No Coração dos Deuses, einem Drama-Film aus dem Jahr 1999. Außerdem hat Kisser mit Tony Bellotto, Eduardo de Queiroz und Charles Gavin an der Musik des preisgekrönten Krimi-Dramas Bellini ea Esfinge (2002) und der Folge Bellini eo Demônio (2008) gearbeitet.

### Nebenprojekte
1994 wirkte Kisser am Album Point Blank von Max Cavaleras Projekt Nailbomb sowie 1995 beim einzigen Live-Auftritt des Projekts mit. Zwischen 1995 und 1996 beteiligte er sich an den Projekten Sexoturica und Quarteto da Pinga gemeinsam mit Jason Newsted (damals Metallica), Tom Hunting von Exodus und Robb Flynn von Machine Head. Ein anderes Projekt war Godswallop mit Newsted, Carl Coletti am Schlagzeug und Sofia Ramos am Gesang. 2005 nahm Kisser an dem Projekt Roadrunner United teil und spielte bei dem Konzert zum 25-jährigen Jubiläum der Plattenfirma Roadrunner Records.
Außerdem hatte er Gastauftritte auf Alben von Bands wie Biohazard (gemeinsam mit Derrick Green), Asesino (gegründet von Dino Cazares, dessen Pseudonym bei Brujeria „Asesino“ war), Korzus, Krusader, Necromancia und Ratos de Porão. Kisser hat auch als Produzent verschiedener Bands gearbeitet. 1992 koproduzierte er das Album Shadow of Time to Be von Hammerhead. 2004 nahm er drei Songs für das Album Treme Terra der brasilianischen Rockband Sayowa auf und koproduzierte das Album Checkmate von Necromancia. 2006 koproduzierte Kisser mit Stanley Soares das zweite Album Sayowas.
Als Gastmusiker ist er in brasilianischen Popbands tätig. Er tritt mit weiteren Musikern unter dem Namen Andreas Kisser Trio auf und ist mit den Projekten Embromation Society, Brazil Rock Stars sowie Gitarrenworkshops beschäftigt.
Im Jahr 1992 spielte er für Metallica vor, um zwischenzeitlich die Position des Rhythmusgitarristen James Hetfield zu übernehmen, da sich dieser während einer Live-Show Verbrennungen an der Hand zugezogen hatte. Allerdings bekam er diese Position nicht.
2008 spielte er zusammen mit den Scorpions und anderen brasilianischen Gastmusikern auf einer Tour durch Brasilien und Mexiko. Er ist seit langem ein Fan der Scorpions und hat früher oft Songs der Band nachgespielt.
Im Juli 2011 half Andreas Kisser bei Anthrax aus, da Scott Ians Frau ein Kind erwartete. Unter anderem spielte er auch bei dem Big-4-Konzert in der Veltins-Arena in Gelsenkirchen. Dabei spielten Anthrax mit Kisser auch Refuse/Resist von Chaos A.D..

## Anerkennung
2012 wurde Kissers Name zu der Wand der Berühmtheiten des Cavern Club in Liverpool hinzugefügt. Es war das erste Mal, dass der Club einem brasilianischen Musiker und ebenfalls einem Metal-Gitarristen die Huldigung erwies. Kisser hatte vorher einige Konzerten in dem Cavern Club mit der brasilianischen Cover-Band Clube Big Beatles gespielt.

## Stil und Ausrüstung
Seine melodiösen Soli und der charakteristische Gitarrenklang, nicht zuletzt die vielen schnell gespielten Passagen, wurden zu einem Erkennungszeichen für den Thrash-Sound der Alben, die Sepultura im Metal-Bereich bekannt machten. Anfangs verwendete er hierfür hauptsächlich Charvel- und Jackson-Gitarren. Aktuell ist er Endorser für Fender-Gitarren und verwendet hauptsächlich ein Stratocaster-Modell.

## Privatleben

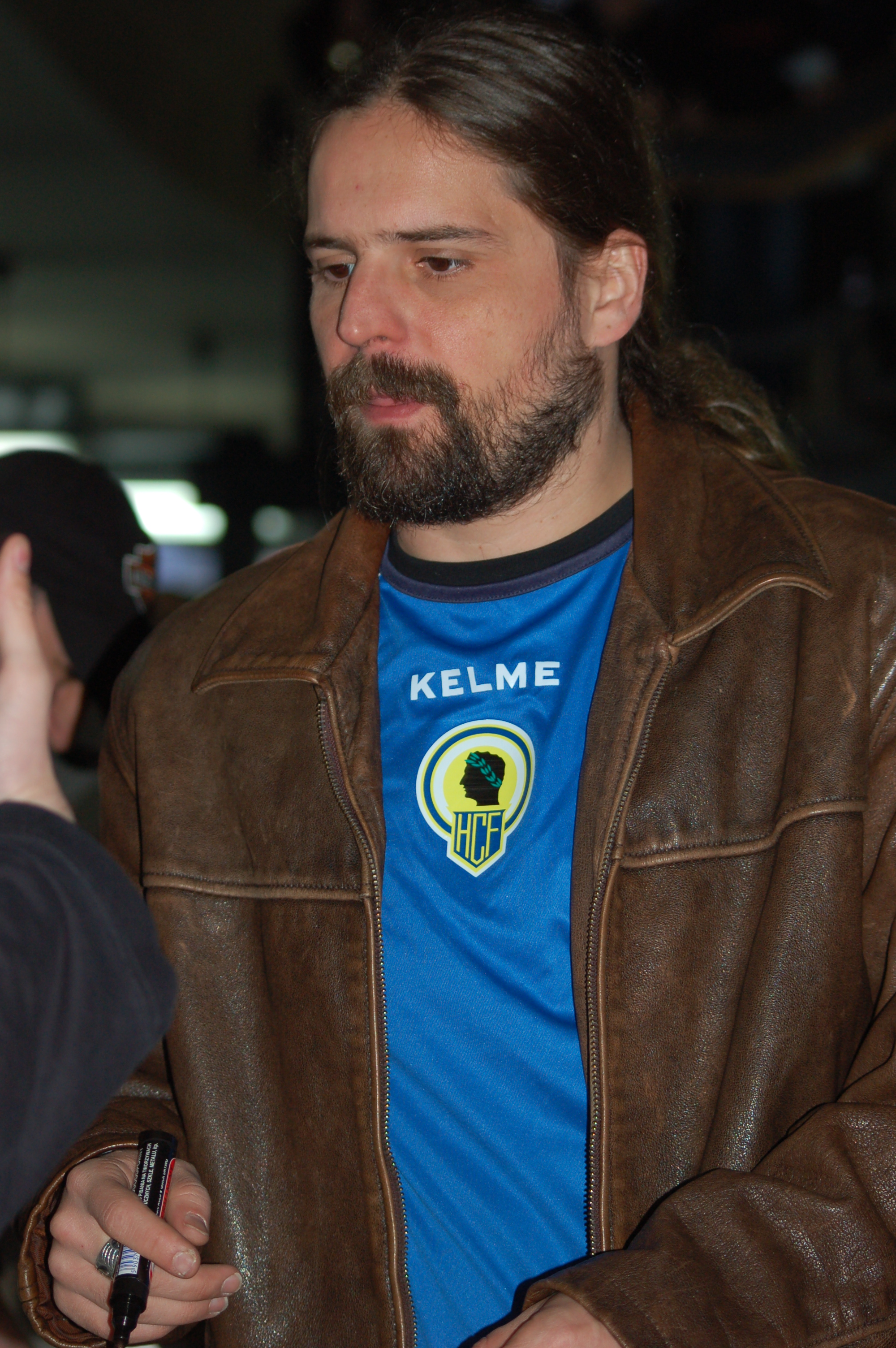
Kisser beim Metalmania-Festival 2007

Kisser war seit 1994 mit Patricia Perissinotto Kisser verheiratet, mit der er drei Kinder hat. Seine Frau starb im Jahr 2022 im Alter von 52 Jahren. Von 1993 bis 2001 lebte Kisser unter anderem in den USA, seit 2001 wieder in Brasilien. Er ist Fußballfan und glühender Anhänger des FC São Paulo. Neben seiner musikalischen Karriere beschäftigt sich Kisser auch mit anderen musikbezogenen Aktivitäten, so schrieb er 2010 eine wöchentliche Kolumne für Yahoo! Brasil Music und moderiert seit Januar 2013 mit seinem Sohn Yohan die Radioshow Pegadas de Andreas Kisser ("Songs von Andreas Kisser") auf dem brasilianischen Radiosender 89FM Rádio Rock.

## Diskografie
Pestilence
- 1987 – Slaves of Pain (Demo)

Sepultura
- 1987 – Schizophrenia
- 1989 – Beneath the Remains
- 1991 – Arise
- 1993 – Chaos A.D.
- 1996 – Roots
- 1998 – Against
- 2001 – Nation
- 2002 – Revolusongs
- 2003 – Roorback
- 2006 – Dante XXI
- 2009 – A-Lex
- 2011 – Kairos
- 2013 – The Mediator Between Head and Hands Must Be the Heart
- 2017 – Machine Messiah
- 2020 – Quadra

Quarteto da Pinga
- 1995 – Demo

Sexoturica
- 1995 – SpermogoDemo (Demo)
- 2003 – IR8 / Sexoturica

Soloalbum
- 2009 – Hubris I & II

### Mit anderen Künstlern
Asesino
- 2006 – Cristo Satánico

Astafix
- 2009 – End Ever

Biohazard
- 2001 – Uncivilization

Burning in Hell
- 2006 – Believe

Claustrofobia
- 2005 – Fulminant

Korzus
- 2004 – Ties of Blood

Krusader
- 2009 – Angus

Nailbomb
- 1994 – Point Blank

Necromancia
- 2001 – Check Mate

Ratos de Porão
- 1987 – Cada Dia Mais Sujo e Agressivo / Dirty and Aggressive

Roadrunner United
- 2005 – The All-Star Sessions